# Posveta
Posveta ili konsekracija (lat.: consecratio) izraz je koji u kršćanskoj terminologiji označava obred svečanog posvećenja Bogu odnosno pomazanje ili ustoličenje biskupa, opata, pape ili nekog drugog crkvenog velikodostojnika, odnosno posveta određenog mjesta ili predmeta koje se kasnije može koristiti u liturgijske svrhe (crkva, kalež, zvono, oltar i sl.).
U Rimskome Carstvu to je bio čin kojim je Senat predao neku stvar ili mjesto bogovima, a također i čin kojim se neko božanstvo ubrajalo među državne bogove. U carsko doba umrli car po odluci Senata ili novoga cara također se uvrštavao među bogove, kao i neki članovi carske obitelji. Posvećeni car nosio je epitet divus. Kao simbol posvećenog cara, osobito na novcu kovanu u spomen na konsekraciju, javlja se orao, a za ženske osobe paun.

## Vanjske poveznice
- Konsekracija na Katoličkoj enciklopediji, pristupljeno 9. prosinca 2023.